# Тревавас, Этельвин
Этельвин Тревавас (1900—1993) — женщина-учёный, занималась ихтиологией. Работала вместе с Чарльзом Т. Риганом в Британском музее.

## Карьера
Сначала работала учителем. После прихода в науку в течение почти 50 лет являлась старшим специалистом в ихтиологической секции Британского музея, что принесло её международную известность. На пенсию вышла в 1961. Наиболее активно занималась цихлидами африканских озёр, являясь по ним признанным авторитетом. Описала десятки видов цихлид — сама и вместе с коллегами, одним из которых был Дэвид Экклз. Публиковала работы и по другим видам рыб.
Видный ихтиолог Ад Кёнингс (см. en:Ad Konings) является её учеником. Когда зрение стало подводить Этельвин, она настояла на том, чтобы он принял в дар её микроскоп и продолжил работу.

## Награды
- Медаль Линнея (1968), ряд почётных званий и членств.

## Виды
Виды ихтиофауны начали называть в честь Тревавас уже при её жизни. Для этого использовали слова, производные от имени и фамилии учёной — trewavasae и ethelwynnae.
- Eustomias trewavasae Norman, 1930
- Glyptothorax trewavasae Hora, 1938
- Petrochromis trewavasae Poll, 1948
- Symphurus trewavasae Chabanaud, 1948
- Garra trewavasai Monod, 1950
- Labeotropheus trewavasae Fryer, 1956
- Garra ethelwynnae Menon, 1958
- Neolebias trewavasae Poll & Gosse, 1963
- Atrobucca trewavasae Talwar & Sathirajan, 1975
- Protosciaena trewavasae (Chao & Miller, 1975)
- Linophryne trewavasae Bertelsen, 1978
- Gobiocichla ethelwynnae Roberts, 1982
- Phenacostethus trewavasae Parenti, 1986
- Aulonocara ethelwynnae Meyer, Riehl & Zetzsche, 1987
- Tylochromis trewavasae Stiassny, 1989
- Triplophysa trewavasae Mirza & Ahmad, 1990
- Johnius trewavasae Sasaki, 1992
- Rhynchoconger trewavasae Ben-Tuvia, 1993
- Trewavasia carinata Davis, 1887

### Посмертно названные в её честь
- Copadichromis trewavasae Konings, 1999
- Etia Schliewen & Stiassny, 2003
- Placidochromis trewavasae Hanssens, 2004

## Избранные публикации
- 1983: Tilapiine Fishes of the Genera «Sarotherodon», «Oreochromis» and «Danakilia» . 583 стр. London: British Museum (Natural History) ISBN 0-565-00878-1